# ディーふらぐ!
『ディーふらぐ！』（D-FRAGMENTS）は、春野友矢による日本の漫画作品。『月刊コミックアライブ』（KADOKAWA・メディアファクトリー）にて2008年9月号から連載中。サブタイトルは登場人物の台詞。他メディア上での展開としてドラマCDが発売されている。2014年1月より3月までテレビアニメが放送された。2021年10月時点で累計発行部数は200万部を突破している。

## 概要
作者の初連載作品。劇中で登場人物たちが自称する火や土などの「属性」が宣伝媒体などで取り上げられるが、これはあくまで属性に関連するものを好んでいるだけであり、作中にファンタジーな能力や技術を持つ者は登場しない。
登場人物の名前は京王線や都営新宿線（京王線と直通している）を始めとする日本の鉄道駅の名称を想起させるようなものが多く（「柴崎芦花」に対する、柴崎駅、芦花公園駅など）、実際に2014年1月14日から2月11日までの間に京王電鉄・都営地下鉄とのコラボレーション企画（スタンプラリー）が実施されている。採られている駅名はほとんどが京王線と都営新宿線およびそれらに接続する路線の物であるが、一部は福岡市地下鉄空港線や久留里線、東急田園都市線など京王線や都営新宿線と関わりの無い路線からも採られている。また、大半が姓のみしか明かされておらず、レギュラーである高尾や船堀もその代表であり、一エピソードのみ登場する登場人物（いわゆるモブキャラクター）のほとんどもそれに当てはまる。

## あらすじ
府上学園の小さな不良グループのリーダーとして少しだけ知られている風間堅次がひょんなことからゲーム製作部の部室を覗いてみると、その中では小火災が発生していた。中にいた部員たちとともに消火には成功するものの、彼女たちは堅次の記憶を奪って火災を隠蔽しようと目論み、彼を襲う。堅次は必死に逃げるが、部長・柴崎芦花に助けられたことをきっかけに同部へ入部する羽目になってしまう。
このゲーム制作部の部員・顧問さらには他の不良グループ等、性格に偏りがある者たちに囲まれ、その行動に迷惑を被りつつも、最も常識的な風間堅次は部活をそして学校生活を楽しく過ごしていく。

## 登場人物
※担当声優はドラマCD版・テレビアニメ版共通。

### ゲーム製作部（仮）
風間 堅次（かざま けんじ）
声 - 小西克幸
本作の主人公。8月4日生まれ、血液型O型。身長175センチメートル、体重67キログラム。2年B組所属。
当初は府上学園一の不良として知られていたが、ゲーム制作部（仮）の部室に足を踏み入れてしまったことから、彼女たちが引き起こす騒動に巻き込まれ、結果的にゲーム製作部（仮）に入部することになる。ゲーム制作部（仮）のメンバーに対しては、八以外を名前で呼ぶことがなく、基本的に「お前」「あいつ」または個人に掛かる役職名で呼んでいる。
口調は荒っぽく、斜に構えた態度を取ることが多いものの、性格は基本的に良心的。ゲーム製作部（仮）では随一の常識人でもあり、作中における最大のツッコミ要員。アニメ版では、芦花が落としたチラシを拾ってあげたり、道を独占して歩く不良を注意したりなど、良識的な面が強調されている。また、勝負事が好きである上にかなりの負けず嫌いであり、勝つためなら卑怯な手段でも使うことから、勝ち負けが絡むとボケの立場になることもある。不良12人に挑んで3人倒せるなどある程度ケンカは強いようだが、他の部員をはじめとした仲間の強さが桁違いだったり、女の子は殴れなかったりするためにあまり強い印象は持たれていない。
頭髪は相当固い上にかなりツンツンしており、無自覚に高尾の胸にブスブスと刺して殴られたりする。一方で、その特徴的な髪でしか認識されておらず、髪型が変わると周囲（桜や家族を除く）に気づかれなくなってしまう。こうした点から、他の部員たちと比べて個性が薄いのではないかと気にしているのと同時に髪以外の個性が没個性であることに気付き、芦花との再戦時に勝利するために坊主にするという暴挙に出た。その際、母親を介して父親のカツラを借り受けているが、嫌がる素振りを見せていた。他にも、携帯電話に連絡が来た時も非常に態度が悪いなど、父親にいい感情を持っていない様子。なお、坊主にした直後に科学部の育毛剤の研究に協力した結果、髪は短期間で元の長さにまで戻った。
不良らしく府上学園をシメるつもりでいるが、学園の裏ボスである芦花は女の子のため殴れず、そもそも周囲の女子の戦闘力が軒並み異常に高いため、なかなかその野望を叶えることが出来ずにいる。しかしゲームとは言え府上学園の錚々たるメンバーに（卑怯な手段を用いて）勝利したため、噂が広まって校内はおろか他校の不良からも恐れられ喧嘩自体にならず、最近は結局ゲーム制作部（仮）の部員として真っ当（?）な学生生活に落ち着いている。
本人は認めていないが、芦花からは風属性（そのまま名前から）、桜からは姫属性（よく攫われるため）などと言われている。秘技は窓のサッシや特定の人物等を踏み台にして高く飛び上がる「垂直飛び」。
両親が共働きであったため、幼いころから妹の之江と交代で食事を作ってきた。本人も「簡単な料理ならできる」と言い、高尾と比較して舌が肥えている様子もある。
芦花・高尾・船堀など、複数の女性から好意を持たれているが、その事に対して特に反応を示していない。また、後述の芦花と高尾の居候がバレた際には、「自分があいつらをどうこうするわけない」と発言している。また、夏休み明けには千歳関連の騒動（後述）解決に積極的に協力した事もあり、唯一周りの女子の中で異性的な好意を抱かれてなかった彼女からも、好意らしきものを示され始めた。この異性関係のために、親友の中や他の男子生徒から、露骨に嫉妬される事もある。
高尾が居候を終えた後、彼女を高尾家まで送り届けたが諸事情で女装する羽目になり、心に多少の傷を負った（事情を知らない芦花からは「落ち込んでいた」と言われている）。
堅次本人は覚えていなかったが、幼少期には芦花・千歳・多摩・高尾と出会っている。特に芦花、千歳、多摩の3名とはご近所の祭りの肝試しでも同行しており、後述する千歳関連の騒動に既に巻き込まれていた。結果的にこの出会いが、千歳との距離が縮まる切っ掛けにもなっている。
名前を駅名にすると京王高尾線狭間駅。
柴崎 芦花（しばさき ろか）
声 - 花澤香菜
ゲーム制作部（仮）の部長。4月10日生まれ、血液型A型。身長143センチメートル、体重33キログラム。2年A組所属。小柄な体格で、髪型はウェーブのかかったショートに両端をくくっている。家族を含めて誰に対しても丁寧語風で話す。風間一派を自称することもある。
自称炎属性で室内で花火をしたり、萌え（燃えにかけている）台詞を吐いたりする。しかし実際には闇属性らしく、袋や暗幕などで相手の視界を奪う戦法に変化する。奥義は「暗黒の目潰し」。この闇属性状態ではケンカでも堅次の一撃よりも速く相手の頭に袋をかぶせてしまったり、不良2人を一瞬で倒したりと、作中でもトップクラスの高い戦闘力を誇る。武器である袋は自身の母が作っている「闇の布」を加工したものである。キレると闇属性になって他のことが目に入らなくなり、止めようとした堅次を気にせず引きずって歩くなど、力が数段上がる模様。一部では、過去に生徒会長（千歳）と前会長（多摩）の戦いを終わらせた学園の裏ボス『最強の闇』と呼ばれており、芦花本人もその異名は承知している。しかし、自分で異名を語る時は「人間火炎放射器」と自称している。
元は高尾と共に（本当の）ゲーム製作部に所属していたが部に馴染めず、千歳が起こした事件をきっかけに退部し、彼女の誘いを受けて新たに部活を作った。堅次が入部した後は何かと彼の側におり、初期から好意を抱くとともに厚い信頼を寄せているようでかなり積極的にアプローチするが、堅次にとっては突拍子もない事態に次々と振り回されているためか伝わっていない。本人に堅次を振り回している自覚はある模様。自分があまり関わらない騒動の際には、基本的に堅次の側にいて、所々であまり関係のないコメントを挟むことが多い。
感情豊かではあるものの、起伏はあまり激しくなく、作中で笑顔を見せる場面は少ない（作中では2度見せたことがあり、いずれも堅次との勝負絡みである）。精神的なダメージには特に弱く、すぐに落ち込む。また、基本的にはボケの立場であるが、風間兄妹の不在時などににはツッコミの役割を担うことがある。しかし通常はボケの立場であるという自覚があり、ツッコミ慣れていないため、体力を大きく消耗する様子。
見た目以上に食いしん坊であり、近くにある食べ物はすぐ食べてしまう。握り寿司が得意料理であると自称しているが、実際は寿司屋のおじさんの仕事を見よう見まねで遊んでいただけらしく本当に握れるかは不明。
夏休みが始まったばかりのころに隕石が家に直撃し全壊する。母が家を再建させる間、堅次の母に頼んでつつじとともに風間家に居候させてもらうことになる。
駅名にすると先述の通り京王線の柴崎駅と芦花公園駅。
烏山 千歳（からすやま ちとせ）
声 - 斎藤千和
芦花の親友で、府上学園15代生徒会長。4月27日生まれ、血液型B型。身長170センチメートル、体重47キログラム。2年D組所属。学年テストは三位で成績だけ見れば優等生。髪型は紫色のロング⇒セミショートヘア。校内のカリスマ的存在だが、その手法に強引な所が多く暴力も辞さない。
自称土属性。大地に関するもの全般を対象とするらしく、土や砂だけでなく鉱物、さらにそれを加工したロッカーやドアなども土属性扱いとして後述のように武器にする。土属性を名乗るだけあって筋金入りの土マニアであり、幼少のころから土や砂が好きであった。公園ではひたすら砂場で遊んで山や城を作ろうとしていた他、現在でも農作物を栽培したり、雑草の茂った庭の手入れをしたがったり、海に行っても海へ入る前に砂浜の誘惑に負けたりする。
芦花や多摩とは幼少期からの付き合いで、彼女の回想によれば幼少期には「ちーちゃん」と呼ばれ、泣き虫であり、多摩に執拗な嫌がらせを受けていつも泣いていた。当時のことは本人にとって忘れたい過去らしく、その話を暴露された際には恥ずかしさの余り縮こまってしまった。芦花や多摩と共に過ごすうちに心身を鍛えられ、今の身体能力や性格が形成された。その結果として比較的高い戦闘力を持っており、不良3人を相手に殴り飛ばしたりドアを取り外して叩きつけたりとアグレッシブな戦いを見せる。奥義はローキックの「鍾乳石砕き」。他、ポケットから取り出した泥団子による目潰しも使う。このように基本的に誰に対しても容赦ない性格であるが、幼少期からお化けだけは大の苦手であり(その原因になったのは姉と、後述する本物の幽霊)、少し話題に上がっただけでも激しく動揺する。
かつて芦花が（本当の）ゲーム製作部で孤立していた時に、部員たちに制裁を加えて半壊滅状態に追い込んだことがあり、その後に芦花とともに新しい部活を立ち上げた。ゲーム自体にはあまり関心が無いようだが、宇宙エロ本争奪ゲームではキャラクターを用意するなど制作に参加していた模様。
かなりのお姉ちゃんっ子で、幼いころから姉に何かと面倒を見てもらっていた。今では逆に病弱な姉の世話を焼いており、普段の食事もほぼ千歳が作っているのだが、スタイルは姉の方が良く、姉の制服が入ることに疑問を覚えている。
幼少期のお祭りの肝試し時に（見た目は只のボールのような）本物の幽霊に憑り付かれかけた事があり、芦花や多摩と（お面で顔を隠した）堅次に助けられたが、その記憶を封印されていた。しかし、夏休み明け直後にその幽霊が再臨した事で記憶を取り戻す。思い出した当初は恐怖に怯えていたが、堅次と芦花や多摩たちなどの力を借りて恐怖を振り切り、幽霊の退魔に成功した。なお、退魔時に幽霊の攻撃によって自身のロングヘアーが半分近く消し飛ばされており、現在はセミショートヘアになっている。
連載開始から長年の間、ゲーム制作部（仮）部員の中で唯一堅次に異性的な好意を抱いてなかったメンバーだった。しかし、前述した幼少期と夏休み明け直後、それぞれの幽霊騒動について堅次が積極的に協力してくれた事もあり、騒動の解決後から彼に対して好意らしきものを示し始めている。
駅名にすると京王線千歳烏山駅。
水上 桜（みずかみ さくら）
声 - 高橋美佳子
部員の一人。3月28日生まれ、血液型AB型。身長159センチメートル、体重40キログラム。1年D組所属。髪型はピンク色のショートカットで、やや癖があるように見えるが実は寝癖を放置しているだけ。
フランクでサバサバしているが掴み所がない性格。いわゆる天才らしく、努力しなくても何でもできてしまうため自分は努力をしないが、他人が努力している姿を見るのが好きだからという理由でゲーム製作部（仮）にいる。元々は芦花に全てを諦めるほどの何かをされて部室へ連れてこられた。天才であることはわりと有名らしく、1年期待のルーキーとして知名度もある模様。
部員の中で一番堅次のことを理解していると自負しており、堅次がこの部にいては学園をシメることはできなくなることを感覚的に理解している。そのために堅次には厳しい言葉を浴びせたりもしたが、彼を思ってのことであり嫌っているわけではない。堅次や之江と共に参加した水争奪戦以降は堅次の妹を自称するようになり、後ろから抱きつく、飲みかけの水を渡そうとする、堅次が高尾にエッチなことをしたと誤解された時に白目で威圧する、堅次が半ばヤケクソ気味に発した「髪をピンクに染めようかな」発言で嬉しそうにする、堅次が投げ捨てたA天のキャップを嬉しそうに被り直すなど、堅次に対して好意はある様子をよく見せるようになる。また、ゲーム制作部の中で唯一髪の毛以外で風間を覚えている。
不良9人相手に「これなら1人で事足りる」と言ったり、3人がかりでケンカになっても余裕で倒してしまうなど、他の女子部員と同様に高い戦闘力を持つ。自称水属性であり、身長に差がある長山に力ずくで水を飲ませて失神させる、両手を水で濡らして攻撃するといった戦法を見せる。ただし後者に関しては気に入った相手以外は直接触れるのが嫌だからという理由で、洗浄とコーティングを兼ねていただけであり、戦闘そのものとは関係がない。奥義は水を撒き散らすだけという単に迷惑な技の「水仙の舞」。
水属性だけあって水マニアであり、休暇の際には海外まで名水を採りに行って大量に持ち帰ってきたりする。海水は「飲めたもんじゃない」ために嫌いらしく、海を前にして爪を噛んでいた。また、「水が飲みたくなるから」という理由で辛党。
一人っ子であり堅次のような兄が欲しかったらしく、先述のように堅次の妹を自称している。堅次の実の妹である之江に対しては「水属性と氷属性で相性がいい」等と言って奇妙な友人関係を築くと共に、対抗心を持っている。
駅名にすると京王線桜上水駅。
大沢 南（おおさわ みなみ）
声 - 小清水亜美
ゲーム制作部（仮）顧問で、2年D組の担任。10月23日生まれ、血液型A型。身長157センチメートル、体重43キログラム。髪型は紺色のポニーテール。学内ではいつも卒業生の登戸から譲られた学園指定のジャージを着ているが、さすがに通勤中などはビジネススタイル。
教師ではあるが、身長が桜よりも低かったり、部員たちと一緒になって悪ノリして同じような行動を取ったりしていたため、入部当初の堅次からは生徒だと勘違いされ風間母も初対面では教師だと気付かなかった。また、かなり怠惰な性格であり、何事にもやる気がなさそうにしている。普段はとにかく隙があれば眠りこけており、徐々に出番そのものが減ってしまっていた。次第にそのことを気にし始めて打たれ弱さが前面に出てくるようになり、泣いたり、無駄に登場してきたりする。また、一週間に数時間だけ全く眠気が無い活気に満ち溢れた状態（通称『パーフェクトチャージ』）になる。小柄な体格を気にしている様子はないが、高尾の胸ネタについて不機嫌になったりダメージを受ける様子はある。
なんだかんだで部員にはフォローを裏で入れているようで、堅次が荒れていた時期はかばっていた模様。
自宅は八王子にあり、新任時は学校に辿り着くだけで満身創痍な状況に追い込まれ、現在でも休日ダイヤになると容易に出歩けないほどの方向音痴らしい。作中でも普通に舗装された道を歩けておらず、平日でも学園へ着くころにはボロボロになっている。
自称雷属性で、たしなみとしてスタンガンを持ち歩いているが、部員たちのようにマニアというわけではない様子。奥義はスタンガンを押し付けるだけの「電撃ネットワーク」。
駅名にすると京王相模原線南大沢駅。
子王 八（しおう はち）
声 - 宮田幸季
部員の一人。7月29日生まれ、血液型B型。身長177センチメートル、体重66キログラム。2年C組所属。爽やかな風貌の美男子。芦花からは光属性と評される。金属性とされることもある。
いくつもの企業を有する子王グループの御曹司であり、その家柄や容姿、人当たりのいい性格で女性からの人気は高い。唯一自分になびかない芦花に対して好意を抱いているが、そのきっかけとなった「袋」に対しても執着しており、その感情表現は変態染みている。そのため部活動の活動日を教えられないなど、芦花からは明らかに避けられているが、八本人は全く気にしていない。芦花が気に入っている堅次に対しては、芦花と袋を巡る良きライバルとして認識している他、その関係から堅次以外の風間一派の3人と懇意にしている。そのためか、堅次からは（仮）部員の中で唯一名前で呼ばれている。
御曹司ではあるが、狭い所に居ると落ち着くという性分であり、芦花の袋攻撃もむしろ喜ばせるだけとなっている。逆に広いところだと落ち着かないため、部室の中心にいただけでも不安がっていた。
芦花が堅次の家に居候している事を知った際は、ショックのあまり白目かつ涎を垂らしながら失神していた。
駅名にすると京王線京王八王子駅。

### 風間一派
府上学園の不良集団の一つだが、横縞と長山のキャラが濃いおかげで肝心のリーダーである堅次の名前はあまり知られていない。8.5巻では芦花と中もカウントされている。
河原 中（かわはら あたる）
声 - 福山潤
2年F組所属。5月1日生まれ、血液型B型。身長174センチメートル、体重64キログラム。生徒会副会長。風間一派の影のボスや参謀とも自称している。細いメガネをかけている。マゾヒスト。
堅次たちとは小学校時代から幼馴染であるが、高校に上がって唯一不良にならなかった。風間たちには昔のように親しく「あっちゃん」と呼べと言っているが、作中で堅次から呼ばれたことはない。
生徒会長である千歳を敵視しており、ことあるごとにその地位を奪おうと画策する。そのため生徒会側でありながら堅次に情報をリークしたり、生徒会の権力で裏から色々手配したりしているが、これは堅次が学園をシメてくれた方が御しやすいという思惑からである。堅次のために何かをしてやろうという友情もあるが、マゾの欲求に負けて放棄してしまいそうになったり、思い出に浸って機を失ったりと空回る。結局はマゾヒストであるために千歳の横暴を受け入れつつ現在の位置に落ち着いている。最強の闇について知っているらしく、芦花が最強の闇と知った時には「あなた様が…」と言いながら泡を吹いていた。
駅名にすると京王線中河原駅。
横縞（よこしま）
声 - 後藤ヒロキ
堅次の幼馴染で不良仲間。6月13日生まれ、血液型B型。身長130センチメートル（1話ではこの設定どおりの大きさだったが、その後は見た目が40センチメートルくらいにデフォルメされている）、体重80キログラム。2年F組所属。通称リトルフット。小太りした体格で身長は低く、いつも縞シャツを着ている。髪型は虎刈りだったが、南のスタンガンにあてられてからはその髪が逆立ち、その状態を気に入っている。実家は「横縞建設」という建設業を営んでおり、堅次のバイト先でもある。
顔の割に結構悪い考えを思いつくタイプ。ゲーム部室で小火現場を見てしまったため、記憶消去と称して南にスタンガンを浴びせられ、本当に小火のあった1話の内容を丸ごと忘れてしまう。
実は期末試験で学年2位になるほど成績優秀であり、風間一派や之江の成績は彼によって助けられている部分が大きい。
長山 ひろし（ながやま ひろし）
声 - 松田健一郎
堅次の幼馴染で不良仲間。11月14日生まれ、血液型O型。身長190センチメートル、体重81キログラム。2年F組所属。通称ロングマウンテン。長身でいつもサングラスをかけている。やや存在感が薄い。
ゲーム部室で小火現場を見てしまったため、記憶消去と称して桜に頭から水の入ったバケツを叩きつけられ（アニメではペットボトルに入った水を大量に飲まされ）、本当に小火のあった1話の内容を丸ごと忘れてしまう。
駅名にすると京王相模原線京王永山駅。

### （本当の）ゲーム製作部
高尾（たかお）
声 - 伊藤静
（本当の）ゲーム制作部部長。12月26日生まれ、血液型A型。身長163センチメートル、体重46キログラム。3サイズは92-61-83のHカップ。2年C組所属。カチューシャと肩から下をみつあみにした髪がトレードマーク。1年生の時に買ったジャージのチャックが弾け飛ぶ（チャックボーンする）ほどの巨乳は母親ゆずりで、既に若かりし日の母のバストサイズを超えている。
千歳によって半壊滅状態となった部を現状まで再興し、大会などでも実績を残しているなど、部長としての手腕は本物で、後輩の信頼も厚く、基本的には真面目で何事もテキパキとこなす。しかし堅次らゲーム製作部（仮）が関わると天然気味でツメが甘い所が目立つ。普段は気丈だが、予想外の展開や身の危険に直面するとすぐテンパったり半泣きになるなど、メンタル的に弱いところもある。
芦花とは友人同士だったが、芦花がゲーム製作部を退部してからは疎遠になっており、彼女が立ち上げたゲーム製作部(仮)を敵視し、隙あらば吸収しようと目論んでいた。しかし、フフ祭（所謂文化祭）の一件以降は、普通に会話をするくらいまでに関係が修復しており、後には一緒に昼食を食べたりもしている。
常識人同士で堅次とはよく気が合うが、特に学園祭以降は彼に好意を抱く場面が目立つようになる。芦花に対しても堅次を巡って対抗心を燃やすが、間の悪さやツメの甘さが原因で堅次へのアプローチは大抵空回りしており、全く好意に気づいてもらえていないが、ふとしたきっかけで堅次から「お前」ではなく「高尾」と呼んでもらえるようになり、本人としてはかなり満足げな様子である。最近はゲーム製作部（仮）に馴染みつつあるが、本来の部の活動もちゃんとこなしている描写はある。夏休みに家が全壊した芦花（とつつじ）が風間家に居候させてもらっていることを知って危機感を覚え、母親たちの後押しもあって自分も芦花の監視という名目で、無理矢理ながら風間家に居候させてもらっていた。その後、柴崎家の地鎮祭終了後に居候を終えて帰宅し、堅次に家まで送ってもらったが、紆余曲折を経て彼を自室へ招待している（曰く、「父親以外の男を部屋に入れたのは初めて」）。
発売日にゲームを並んで購入する程のゲームオタクで、好きなゲームは魔導村。休日はもっぱら徹夜でゲームに明け暮れており、その際の惨状を姉達に叱られている。
ゲーム制作部（仮）の面々と違い積極的に荒事に参加せず、基本的に非戦闘員。しかし芦花が「潜在能力に一目置いている」という程に(主に胸の)ポテンシャルは高く、特に堅次が絡むと思いもよらない力を発揮する。千歳曰く、奥義は巨乳の者しか修得できないという「高尾斬」。
なお、下の名前は出す機会が無いのではなく、意図的に伏せられている（高尾母が名前を呼ぶ時に姉の叫び声で文字がかき消される、など）だけで、決まってはいるらしい。
駅名にすると京王高尾線京王高尾駅。
稲田 堤（いなだ つつみ）
声 - 豊口めぐみ
1年生の女子部員。クラスはA組。楕円型レンズの眼鏡をかけている。基本的には常識的だが、やや腐女子的な趣味があるようで、桜ヶ丘に女装をさせては鼻血を出している。桜ヶ丘が女装するのは堅次絡みの時であるため堅次によく感謝しているが、本人は全く理由がわかっていないため不思議がられている。暴走しやすく、かつ仕切りたがりな面もあり、突発的なイベントの司会を自ら買って出たりする。
高尾の風間に対する気持ちを知っており、アドバイスをする、水着を買いに連れて行く、強引にイベントを始める、などのアシストもしているのだが、肝心の高尾がそれらの行為をことごとく無駄にするため歯がゆく思っている。「橋本名選手の冒険離島」の際には、高尾の駄目っぷりに呆れる余り、彼女を｢モテアマ｣(せっかくの資質を持て余している女)と呼んだ。ちなみにこの時に水着姿を披露しており、登場した府上学園の女子生徒の中で唯一水着姿を披露した人物である。
駅名にすると京王相模原線京王稲田堤駅。
桜ヶ丘（さくらがおか）
声 - 白石涼子
1年の男子部員。クラスはA組。童顔の美少年。本人に女装趣味は無いが、堅次を陥れる計画の際に男子であると都合が悪かったために女装をし、以後堅次の前では常に女装するハメになってしまった。
ゲーム制作の際にはグラフィックを担当している模様。
駅名にすると京王線聖蹟桜ヶ丘駅。
山田（やまだ）
声 - 藤原貴弘
1年生の男子部員。クラスはE組。巨漢で強面だが、その実性格は温厚で非暴力主義者。一度誤解により警察に連行されたが、その後は無事に学校に戻っている。
ゲーム制作の際にはプログラムを担当している模様。
駅名にすると京王高尾線山田駅。

### 現生徒会
秋津（あきつ）
1年生の生徒会会計。
真面目で仕事は優秀、ハレンチなことは苦手。当初は風紀委員とどちらに入るか迷っていたが、学校に多く貢献できるため生徒会に入った。今では中を平然と踏むほどサディズムに目覚めてしまっている。
駅名にすると西武池袋線秋津駅。
西永（にしなが）
1年生の生徒会書記。料理部の顧問である西永福子の妹で、作中では西永（妹）と表記されている。
秋津の変貌や中のドMな行動などに困惑していたが、周囲の後押しに負けて中を踏んだことで、その道へ踏み入れてしまう。

### 元生徒会
境 多摩（さかい たま）
声 - 植田佳奈
前生徒会長。1月1日生まれ、血液型AB型。身長181センチメートル、体重58キログラム。3年E組所属。独り暮らしで1LDKに住んでる。学校では常に長袖の黒セーターを着用。飄々とした性格で、やや間延びした口調で喋る。十分に美少女な顔立ちではあるが、デフォルメされて平べったい顔になることが多い。
髪型は白髪で長めのツインテール。幼少期のふとしたきっかけから現在まで続けているが、今ではこだわりもあるらしい。両テールを引っ張ることで芦花の｢袋かぶせ｣を防ぐ、髪を回転させ攻守両方を担う「ダブル歌舞伎」という技も持つなど、戦闘においても活用している。ゲーム対決の際に不意を突かれてテールを堅次に解かれ、「下ろしたほうが綺麗」と言われた時にはときめいていたが、その後は戻していた。本人曰く「普段はストレートヘア」であるらしいが、実際に作中でストレートヘアであった描写はほとんどない。
女子高生としてはかなりの長身である上、スレンダーな外見に似合わず、極めて高い戦闘力を誇る。その実力は暴力沙汰を得意とする千歳でさえ｢一人では危ない｣と芦花に言わしめ、堅次・芦花・千歳の3人がかりでようやく撃破できるというレベル。堅次を一撃で跳ね飛ばすほどの強烈な張り手が主な戦闘手段。学園の不良たちにも恐れられており、そのほとんどを支配下に置いている模様。
幼いころに千歳の姉に千歳の砂場遊びをやめさせるよう頼まれるが、芦花と千歳の逆襲によって返り討ちにされてしまう。それ以来十数年に渡って芦花・千歳と反目し続けており、ゲーム制作部（仮）の廃部を賭けた勝負を持ち掛けるため、人質として堅次を拉致した。堅次が拾ったお年玉の持ち主でもあり、後にこのお年玉は勝負に勝ったゲーム制作部（仮）への報奨金として使われることになる。この対決を経てからは、堅次の妹ポジションを狙う桜に対してお姉ちゃんを主張するようになり、堅次から「タマ先輩」と呼ばれると「タマお姉ちゃん」又は「タマちゃん」と言わせようとしたり、堅次の幼馴染の百草に対して関係を脅迫まがいに問い詰めたり、芦花や高尾が風間家に居候していると知って動揺したりするなど、それなりに好意を持っているようである。因みに、堅次の事は「堅次くん」か「風間ちゃん」と呼んでいる。
駅名にすると京王相模原線多摩境駅。
神泉（しんせん）
声 - 仙台エリ
前生徒会書記。2月24日生まれ、血液型A型。身長156センチメートル、体重49キログラム。3年D組所属。多摩の幼馴染み。酔いやすい体質なのか、やたらと吐く。全校集会の壇上で吐いたため、多摩からゲロ子というありがたくないあだ名をつけられており、下級生やバイト先の店長からも「ゲロで有名」と認知されている。喫茶店でアルバイトをしている他、イベントの受付などのアルバイトをしていることが多い。威勢は良いが、抜けた性格でドジを踏む(そして吐く)ことが多く、元生徒会の中では所謂「鉄砲玉」扱いで戦力として計算されていないなど、かなり立場が低い様子。ゲーム制作部（仮）との戦闘においては科学部のロボット「アイル」に搭乗して参戦したが、本人は中で酔っていただけで何もできなかった。
駅名にすると京王井の頭線神泉駅。
松原 東（まつばら あずま）
声 - 三瓶由布子
前生徒会会計。3年E組所属。神泉同様多摩の幼馴染み。強面で無表情だが学業にもスポーツにも優れ、学園始まって以来の才女と言われる。戦闘力も高く、本気を出していない状態でも桜と互角であった。九段下と合わせて「府上学園の二大姉御」と呼ばれる。作中では芦花の袋を巡るゲーム大会に観客として登場しており、元生徒会のメンバーでは一番早く登場している。
駅名にすると京王井の頭線東松原駅。
長沼（ながぬま）
声 - 石田彰
前生徒会副会長。3年E組所属。一見ニヒルなクールガイだが内面はアニメおたくで、声優にも詳しい模様。深夜アニメを全てリアルタイムで観ているらしく、眼を休めたり眠ったりするために学校ではいつも眼を閉じているか薄目である。一番影が薄そうに見えて実は一番キャラが濃い、と堅次に評された。神泉のバイト先の喫茶店にいることが多い。前生徒会の中では唯一の男で、3人とは幼馴染みではないようである。
駅名にすると京王線長沼駅。

### 料理部
船堀（ふなぼり）
声 - 豊崎愛生
今年の学園祭ミス奥さんの似合う女性No.1（非公式）。2月7日生まれ、血液型O型。身長155センチメートル、体重41キログラム。2年B組所属。最初は写真のみの登場だったが、堅次と同じクラスであることが判明して以来、準レギュラー化。自身の写真が賭けの材料になったり、袋争奪戦の優勝品（袋）について「船堀が洗濯とアイロンがけした」と判明した途端に大盛り上がりするなど、一部男子の熱狂的な支持を集めている。
家事万能で、気配りも行き届く優しい性格。老人ホームの慰問、スーパーに陳列する食材の産地の相談に乗る、などの活動をしており、地域の人からも信頼されている。引っ込み思案な性格だが、看護婦に憧れているからか怪我等は見逃せないらしく、嫌がる堅次に対して一歩も引かず笑顔で断固として病院を勧めた。
何かと騒動に巻き込まれておどおどしていることが多いからか、堅次が率先して世話を焼く人物。同時に、彼女自身も堅次に惹かれている。高尾に対しては堅次を巡って対抗心を抱いていると共に、その性格からか彼と親しくする度に申し訳なく思っているが、最近では堅次に対してさりげなくアプローチをかけるような描写も目立つようになった。一方で、高尾が堅次に振舞う料理のアドバイスをしたりもする（逆に高尾に対して笑顔でプレッシャーを掛けた事もある）。堅次に好意を抱いている事を知った東の計らいもあり、一泊したいと直接堅次に伝えた結果、風間家に一泊させてもらえる事になった。
堅次に対する好意は連載が進むにつれて深まっており、芦花と高尾が風間家に居候をしている事を知った際は、涙を流すほどのショックを受けていた。
高尾同様、下の名前は決まっているらしい。コミックスのおまけ漫画によれば、堅次は「船堀」が彼女の下の名前だと素で思っていた模様。
また、ガイドブックにおいて彼女の「ボケ力」の評価はなぜか★5つ(千歳や桜、高尾よりも高く、芦花や中と同じレベル)とされている。
駅名にすると都営新宿線船堀駅。
東（ひがし）
料理部副部長の女子生徒で3年生。実家は「イオランラーメン」というラーメン屋で看板娘だが、店にはあまり出ていないらしい。カップラーメンにお湯を注ぐのが得意。堅次達がラーメン屋に来た際、船堀を呼んで堅次の家に泊まれるように誘導した。
駅名にすると都営新宿線東大島駅。
大島（おおしま）
料理部員の女子生徒で2年生。「っす」という語尾が特徴。同じ部員の船堀に憧憬を向けている。船堀が堅次に好意を抱いているのを誰よりも早く気付く程。
駅名にすると都営新宿線大島駅。
西永 福子（にしなが ふくこ）
声 - 松来未祐
料理部顧問。もともと家庭科部顧問で、料理部は新たに兼任している。真面目な性格でギャンブルなどもしたことは無かったが、あるきっかけで吹っ切れたのか料理部を騙す形で橋本名選手の冒険離島に巻き込んだ。その後はすっかり冒険にのめり込んでしまった模様。
駅名にすると京王井の頭線西永福駅となり料理部員の中で唯一、都営新宿線の駅名ではない。

### 主要人物の家族
風間 之江（かざま のえ）
声 - 加藤英美里
堅次の妹。2月28日生まれ、血液型O型。身長152センチメートル、体重37キログラム。1年E組所属。兄同様にツッコミ気質で、さらに兄同様の堅い髪がコンプレックス。
友人から堅次が所属するゲーム制作部（仮）の噂を聞き、部室を訪れたことからゲーム制作部（仮）関係の騒動に関わるようになってしまう。思い込みが激しく、負けず嫌いな性格。年上（風間一派を除く）に対しては「～っす」という口調で話す。風間一派の面々とは昔からの顔見知りであり、横縞、長山を「横にい」「長にい」とよぶが中だけは「あたる」と呼び捨てである。
両親が共働きで家を留守にするため、幼少期は堅次が風間一派と遊びに行けなくなって難儀するほどにべったりだったが、今では普段は「兄貴」呼ばわりで、学園内では滅多に話しかけないなど複雑な年頃。だが本人は否定するもブラコンな面もあり、追い詰められたり堅次の身に危険が迫ったりすると「お兄ちゃん」と泣き叫んだり、坊主になったことを秘密にされていた時には本人に見えない所で怒ったり、堅次の妹を自称する桜に対抗心を燃やしていたりしていた。ただ、そんな桜とはなんだかんだで友人関係となっており、之江の友人である小川と共に3人でいる描写が多くなっている。聖立川女学院を訪れてからは自分の家に居候しているつつじにも懐かれるようになった。
アイスが好物ということもあり、桜からは氷属性と呼ばれているが、橋本名選手の冒険離島では妹属性と呼ばれていた。
食事を堅次と交代で作っているため、かなりの料理上手。高尾に対しては、兄に対する扱いが酷いと聞いて誤解したこと、高尾の胸を誤って揉んでしまったことで狼狽した高尾に突きとばされた経験から、暴力的な意味で恐れており、非常に警戒している。
駅名にすると京王高尾線狭間駅と都営新宿線一之江駅。
柴崎 つつじ（しばさき つつじ）
芦花の一つ下の妹。髪型はサイドテールで登場当初は九段下と被っていると称された。近隣の東府下学園の生徒で、ゲーム制作部所属。
重度のシスコンであり、姉に対しての独占欲が強い。芦花同様、千歳や多摩とは幼なじみであり、「ちーちゃん」「タマちゃん」呼びしている。母親のことは嫌いではないが、世間からずれた躾をされ、クラスメイトにバカにされたという経緯から、良い印象は抱いていない。また、姉の想い人である堅次に対しても、（居候の身になった後も含めて）非常に態度が悪い。
背丈もそこそこあり、スタイルは姉より良いが口は悪い。その外見や態度に反して性格は子供っぽく、芦花以上に打たれ弱い。また、自分の学校についてほとんど何も知らないなど、何かとポンコツな面が目立つ。何かと窮地を救ってくれる九段下をリスペクトするようになり、サイドテールの位置を彼女に合わせるようになった（元は九段下よりつつじの方が下でくくっていた）。聖立川女学院を訪れてからは之江にも懐くようになった。
高校受験に失敗して(芦花のせいもあるが)、母親からなにかと学業のことでなじられるなど、勉強は不得手。料理はできるらしく、よく芦花の弁当や夜食を作っているが、「お姉ちゃんだいすき弁当」を作ったりすることがある。
夏休みに隕石が落ちて家が全壊してからは、なし崩し的に風間家に居候することになる。
駅名にすると京王線の柴崎駅とつつじヶ丘駅。
風間 菊  (かざま きく)
堅次の母親。本人曰く元ヤンキー。中性的な顔立ちで芦花からはジュリア・ロバーツ似、多摩からはアンジェリーナ・ジョリー似と評された（菊本人は「凄いお世辞」と困惑している）。髪の毛は硬いが、子供達ほどではない。夫と共働きのため、家事は主に子供任せであり、そのことに対して負い目を感じている様子。いつも煙草をくわえているが基本的に火は付けていない。仕事は介護関係。
堅次をそのまま女性にしたような外見で、子供達同様にツッコミ気質だが、歳のせいか疲れやすい。芦花たちのことは普通ではないと思っているが、それでも分け隔てない優しさで接している。しかし、芦花たちのような「（ルックスが良い）可愛い子」の来訪が増えている状況について、多少困惑している様子も見受けられる。
風間一派からは風ママ、芦花、高尾、桜、多摩からは執拗にお母さんと呼ばれており、いつも止めるように言っている。夫の堅一とはよく一緒に風呂に入るなど夫婦仲は良い様子。また、堅一の事は「堅一さん」と呼んでいる。賢次と之江の髪の硬さは両親のハイブリッドらしい。
風間  堅一  (かざま けんいち)
堅次の父親。単身赴任中で家には滅多に帰らない。冷静沈着な性格で基本的に無表情であり、風間家の中では比較的風紀に厳しい人物。性格が正反対かつ、昔から滅多に帰って来ないことも相まって堅次からはあまり良い感情を抱かれていない。しかし、根は真摯的な性格で、年下である芦花に対しても、堅次が世話になっていることに対し、素直に感謝の念を表していた。一方、他の登場人物たちに負けず劣らずのボケ気質の持ち主でもあり、息子同様、勝負事に拘る一面も。
普段はメガネを掛け、ワックスをつけているが、時間が経つと堅次同様の硬い髪質に戻る。
妻の事は「菊さん」と呼んでいる。夫婦仲は良く、「自分は菊さん一筋」と断言した。また、学生の頃からの付き合いである様子。
高尾母
声 - 柚木涼香
高尾の母。ウェーブのかかったロングヘアーで三人の娘を出産したとは思えない巨乳美女。娘をちゃん付けで呼んでいる。にこやかだが毒舌家で、自分の娘たち(特に姉二人)をよくからかう。娘同様、過去にチャックボーンしたこともある。
昔、風間一派とショーン・コネコネ先生が出会ったデパートの屋上でヒーローショーの司会をやっていた。その際デパートで起こった火事で幼少期の風間一派を置き去りにしたまま1人逃げた事実を隠したいらしく、彼らと偶然出会った際には変装で誤魔化したり、目潰しをして逃げたりするなど強引に避けているため、彼らから高尾家の母としての直接的な面識はない。しかし、娘（三女）が風間家での居候を終えて帰宅した際には、娘を送り届けてくれた堅次と普通に顔合わせをしており、特に避ける様子も無かった。
身体能力は非常に高く、上記のデパート火事の際に平気でデパートの屋上から2フロア下に飛び降りたほか、名水争奪戦のレースでは堅次ら以上のジャンプ力を見せたこともある。
高尾の長姉
声 - 小野涼子
高尾の姉。ロングヘアをうなじでまとめた、眼鏡の貧乳美女。オカルトマニアでUMA同好会にも入っている。好きなアニメは『世紀末オカルト学院』。当初は気が強かったが段々打たれ弱くなった。ただし基本的に高尾家らしいエキセントリックな一面があることから、家族としてのノリは非常に良いところがある。堅次が高尾家を訪問した時（三女を送り届けた）は、トラブル回避のためとは言え彼に女装をさせて、心に傷を負わせた。
高尾の次姉
声 - 磯村知美
高尾の姉。ウェーブのかかったセミロングヘアの貧乳美女。元ヤンで男性との修羅場があることが、おまけページで示唆された。妹の胸を僻んでいるが愛情はもっており悪い男に捕まったと思ったときは「そいつをぶっ飛ばす！」と豪語したほど。粗暴な一面があるが、エキセントリックな考えが多い家族の中では一番の常識人であり、その数少ない常識人であることから、家族の中ではノリが悪いように描写をされることがある。
高尾父
高尾の父。顔は描かれていない。高尾母のキャラクターもあってか、父としての威厳はあまりないようである。
千歳の姉
声 - 斎藤千和
千歳とはかなり年の離れた姉（千歳が小学校入学以前で中学生か高校生だった。アニメでは、千歳が4歳のころに14歳）。いつも咳をして病弱な風を装っているが、本当に病弱なのかどうかは定かではなく、行きつけの病院からは迷惑な常連として認識されている。千歳が家庭菜園で育てた野菜を周囲におすそわけしている。あまり家事をしないため、千歳のスキルが上昇している。妹よりもスタイルが良く、妹の府上学園の制服がキツキツなのを若干気にしている。アニメでは常識人に描かれており本当に具合が悪そうだった。
柴崎母
芦花、つつじの母。容姿はつつじに似ているが、感性は芦花に似ている。家の中にある工房で「闇の布」を作る仕事をしており、世界中に顧客がいて、高値で売れるらしい。何故か娘たちに自分のことを「お母様」と呼ばせようとしているが、自分は娘たちをちゃん付けで呼んでいる。
隕石が落ちて家が全壊した後は、泣く泣く娘達を風間家に預け、家を再建するためにヘリコプターに乗ってどこかへと飛んで行った。
本人の中では「一緒に鰻を食べた人＝家族」となるらしく、一緒に鰻を食べた堅次の事を家族同然だと思っている。

### 不良たち
魔の十四楽団（まのじゅうよんがくだん）
府上学園の不良集団の一つ。その名の通り計14人で構成されるが登場の際に用事や負傷等で不在なメンバーもいるため全員が一同に集まったことはない。
集団名の由来は学校周辺のゲーセンで音楽系ゲームを占拠していることで、堅次と同じく学園支配を目指している。
ゲーセンの音ゲーを占領していることで他校から苦情がきている程度で、さらに余ったやつらはエアホッケーなど音ゲーと関係ないゲームで時間を潰している集団。堅次は烏合の衆だと思っていたが、音ゲーのために毎日指や腕を鍛えていたため骨があり、3人倒したところで敗北した。アニメでは出番が追加されており、携ドロ対決の前に多摩への恩返しということで堅次たちを妨害するが、ここでも欠員がおり全員そろっていなかった。
小田原（おだわら）
声 - 稲田徹
リーダー。メンバーの中でも特にガタイがよく、“隊長”と呼ばれている。いざという時に蔑ろにされるものの、人一倍チームのことを考えている。朝から登校しており、教師の前では普通の生徒を装う。
駅名にすると東海道本線・小田急小田原線小田原駅で魔の十四楽団の隊員の中で唯一八高線の駅では無い。
高崎（たかさき）
声 - 小田柿悠太
メンバーの一人。眼鏡と禿げた頭頂部が特徴。再登場時は何故か小田原と同じくらいガタイが良くなっていた。メンバーの中でも発言力が高く、時には小田原を差し置いて物事を進めることもある。船堀のファンで、レアリティの高い写真を持ち歩いている。「宇宙エロ本争奪ゲーム」ではAチームに所属。朝から登校している。アニメでは携ドロ対決の際に風邪を引いて欠席していた。
駅名にすると八高線高崎駅。
松久（まつひさ）
声 - 西山宏太朗
メンバーの一人。兄弟（松久次男・松久三男）がおり、兄弟そろって仏のような顔だちをしているが、兄弟の中で唯一ヒゲを生やしているので見分けられる。高尾のファンで、写真を持ち歩いている。「宇宙エロ本争奪ゲーム」ではBチームに所属。
駅名にすると八高線松久駅。
明覚（みょうかく）
声 - 藤原貴弘
メンバーの一人。拝島と仲がいいのかチームワークの良さを謳っており、ツインドラゴンアタックという合体技を持っている。「宇宙エロ本争奪ゲーム」ではAチームに所属。アニメでは携ドロ対決の際に新作ゲームのロケテに参加するために欠席していた。
駅名にすると八高線明覚駅。
折原（おりはら）
声 - 後藤ヒロキ
メンバーの一人。「宇宙エロ本争奪ゲーム」ではAチームに所属。風間一派との抗争では乱入した桜によって殴り倒された。
駅名にすると八高線折原駅。
竹沢（たけざわ）
声 - 岩瀬周平
メンバーの一人。「宇宙エロ本争奪ゲーム」ではAチームに所属。風間一派との抗争では乱入した芦花によって松久と共に倒される。
駅名にすると八高線竹沢駅。
児玉（こだま）
声 - 西山宏太朗
メンバーの一人。「宇宙エロ本争奪ゲーム」ではBチームに所属。風間一派と抗争で乱入した千歳に殴り倒されるが、その際に他のメンバーに数合わせの下っ端と言われてしまう。
駅名にすると八高線児玉駅。
拝島（はいじま）
声 - 高橋栄一
メンバーの一人。アフロヘアーと丸眼鏡が特徴。関東圏から出たことが無いらしい。明覚とチームを組んでいるが、「宇宙エロ本争奪ゲーム」では明覚とは別のBチームに所属。
駅名にすると八高線拝島駅。
金子（かねこ）
声 - 岩瀬周平
メンバーの一人。眼鏡と帽子を装備している。「宇宙エロ本争奪ゲーム」ではBチームに所属。風間一派との抗争では高崎と共に乱入した桜を相手にするも、桜の心ない一言によって膝を折る。
駅名にすると八高線金子駅。
高麗川（こまがわ）
声 - 松田健一郎
メンバーの一人。サングラスと褐色肌が特徴。小田原と仲が良く、チームの中でも存在感がある描写があるが、風間一派との抗争では早々に堅次に倒されている。アニメでは携ドロ対決の際に音信不通になっていた。
駅名にすると八高線高麗川駅。
毛呂（もろ）
声 - 藤原貴弘
メンバーの一人。高校2年生だが中年男性のような容貌をした男子生徒。松久次男と共に、奥義・西遊記という技が使えるらしい。風間一派との抗争の時は隣町まで弁当を買いに行っていたため欠席していた。芦花の袋を巡るゲーム大会に参加したが、テキサスチャーシュー室見の脅迫に屈し、自爆。アニメでは携ドロ対決の時は子犬が生まれたため不在だった。
駅名にすると八高線毛呂駅。
松久（まつひさ）次男
メンバーの一人。風間一派との抗争の時は散髪をしに行っていたため不在だった。
松久（まつひさ）三男
メンバーの一人。松久次男と共に、奥義・三蔵アタックという技が使えるらしい。風間一派との抗争では早々に堅次に倒された。
構成員
メンバーの一人だが、唯一名前が明らかになっていない。風間一派との抗争では早々に堅次に倒された。なお、小笠原というメンバーらしき名前が登場しているが、これが彼の名前かは不明。
二人ブラザーズ（ふたりブラザーズ）
府上学園の不良集団の一つ。その名の通り、兄・ラウオと弟・トキージの2人で構成される。
見た目は最強だが、ゲーセンの休憩室を独占して百人一首やトランプに興じる屋内派。
24禿夜行（にじゅうよんはげやこう）
府上学園の不良集団の一つ。24人全員が完全な禿というわけではない。後に天神が加わり、25禿夜行となった。2年B組の大濠も構成員の一人。不良と言えど上記の集団のような不良らしい行動は見られない。
大濠（おおほり）
声 - 祐仙勇
24禿夜行の一人。堅次と同じ2年B組の生徒。堅次と弁当のおかずを交換したり（之江の弁当目当て）、堅次や船堀の夢を見たりしている。室見や篠崎と仲が良いほか、堅次はクラス内で何かあった時に真っ先に頼る人物（次いで船堀）と見ている程度には仲が良い様子。
駅名にすると福岡市地下鉄空港線大濠公園駅。
中洲（なかす）
声 - 岩瀬周平
船堀を目当てに袋争奪戦に参加したメンバー。2年生。決勝には残れなかったため、後にメンバーから制裁を食らった。一人称は「私」。
駅名にすると福岡市地下鉄空港線中洲川端駅。
川端（かわばた）
船堀を目当てに袋争奪戦に参加したメンバー。2年生。一人称は「オイラ」。
駅名にすると中洲と同じく中洲川端駅。
西新（にしじん）
大濠とともに袋争奪戦に参加したメンバー。
駅名にすると福岡市地下鉄空港線西新駅。
天神（てんじん）
声 - 高坂篤志
自称「禿げじゃない」。2年生。髪は剃っているだけであると主張していたが、後に24禿夜行に加入する。
駅名にすると福岡市地下鉄空港線天神駅。
府上5天王（ふじょうごてんのう）
府上学園の不良集団の一つ。名称のみで本編未登場。

### その他の生徒
九段下（くだんした）
3年生の女子生徒。クラスはE組。8月9日生まれ、血液型O型。身長164センチメートル、体重44キログラム。通称クッシー、およびクッシー先輩。
のっぺりした風貌に常に不気味な笑顔を浮かべており｢強面｣と称されているが、面倒見が良く、生徒同士の揉め事を仲裁したり登校拒否の生徒の相談に乗ったりするなど実は類稀なる人格者で、教師達を含め周囲からの人望は非常に篤い。松原と合わせて「府上学園の二大姉御」と呼ばれている。口調に時折関西弁が混じる。
冷静沈着な一方、男子の裸を見て恥ずかしがるなど可愛らしい一面があるため、男子からの人気は高い。単行本第六巻で見事表紙を飾るが、おまけマンガではそのことに本人自身が驚愕していた。
アニメ本編ではワンカットのみ登場し、最終話のエンドカードにも登場している。
駅名にすると都営新宿線九段下駅。
初台（はつだい）
2年D組の女子生徒。千歳にロッカーを武器として利用され、ボロボロになって返された。
駅名にすると京王線初台駅。
篠崎（しのざき）
声 - 岩瀬周平
堅次と同じ2年B組の男子生徒。長髪にメガネが特徴。大濠と仲が良くクラス内では一緒にいることが多い。PC部に所属しているらしい。
駅名にすると都営新宿線篠崎駅。
是政（これまさ）
堅次と同じ2年B組の女子生徒。船堀と仲が良い。顔では恥ずかしがるものの好奇心旺盛。
駅名にすると西武多摩川線是政駅。
福西（ふくにし）
声 - 松代真由
高尾と同じ2年C組の女子生徒。黒髪をショートカットにしている。高尾と一緒に登校しているほか、高尾が友人として真っ先に名を挙げる。初期に名前と後ろ姿が描かれて以降はほとんど登場しなかったが、63話で初めて顔が描かれた。
実家は代々続く陶磁器作りの名門であり、卒業後はその家業を継ぐ予定。年頃の弟が二人いる。
室見（むろみ）
声 - 小柳良寛
テキサスチャーシューの異名を持つ。ラーメン屋「だまそうラーメン」の息子。2年生で8.5巻内ではクラス不明とされている記述と堅次のクラスメイトという記述の2種類が存在しているが真偽は不明。店に行くとチャーシューをサービスし、さらに常連客に対するチャーシューサービス無しは逆に脅し文句になっているが、チャーシューを盗みがちなため、普段は店に出ることを禁じられている。
駅名にすると福岡市地下鉄空港線室見駅。
藤崎（ふじさき）
声 - 高坂篤志
大体真ん中で生きる男。2年生。フィフティー・フィフティーの異名を持つ50%羅針盤で行動を決めている。公平さで知られているらしいが、その評価には怪しいものがある。袋争奪戦で堅次に蹴られて以来、その公平さに磨きが掛かったらしく、松原からも定評を得ている。
駅名にすると福岡市地下鉄空港線藤崎駅。
赤坂（あかさか）
男子生徒。2年生。非常に濃い顔立ちをしているが、特に異名などは持ち合わせていない。
駅名にすると福岡市地下鉄空港線赤坂駅。
姪浜（めいのはま）
男子生徒。2年生。通称ワンダフル。家には犬猫10匹を飼っている。ツチノコを目当てに袋争奪戦に参加。
駅名にすると福岡市地下鉄空港線姪浜駅。
天王洲（てんのうず）
声 - 岩瀬周平
科学部部長。2年生。前生徒会に借りがあり、部の秘伝ロボットのアイルを貸している。普段はメガネに隠れているが、本気になると目が光る。
実はカツラを被っており、本当はハゲている。実は彼をはじめとした部員は全員ハゲで、科学部は昔から裏で育毛剤の研究を行っており、その噂を聞きつけ信じたハゲの生徒たちが進学してきたために府上学園にはハゲの生徒が多くなっている。
駅名にするとりんかい線天王洲アイル駅。
新木場（しんきば）
袋争奪戦で決勝まで残った男子生徒の一人。2年生。サングラスが特徴。決勝では初戦で子王に敗れる。
駅名にするとりんかい線新木場駅。
大崎（おおさき）
袋争奪戦で決勝まで残った男子生徒の一人。2年生。後ろ髪を編み込んだような髪型が特徴。決勝では初戦で示場に敗れる。
駅名にするとりんかい線大崎駅。
東・T・京（あづま・ティー・けい）
袋争奪戦で決勝まで残った男子生徒の一人。2年生。丸っこい体格とヒゲが特徴。決勝では初戦で天王洲に敗れる。
駅名にするとりんかい線東京テレポート駅。
東雲（しののめ）
袋争奪戦で決勝まで残った男子生徒の一人。2年生。フードまで被ったパーカーが特徴。決勝では初戦で高尾に敗れる。
駅名にするとりんかい線東雲駅。
大井町（おおいまち）
袋争奪戦で決勝まで残った男子生徒の一人。2年生。決勝進出者で唯一顔を見せなかった。決勝では初戦で芦花に敗れる。
駅名にするとりんかい線大井町駅。
示場（しば）
袋争奪戦で決勝まで残った男子生徒の一人。2年生。リーゼントのような髪型が特徴。決勝では二回戦で芦花に敗れる。
駅名にするとりんかい線国際展示場駅。
品川（しながわ）
声 - 高橋栄一
袋争奪戦で決勝まで残った男子生徒の一人。2年生。眼鏡をかけている。決勝では初戦で神泉の入ったアイルに敗れる。
駅名にするとりんかい線品川シーサイド駅。
鷺沼（さぎぬま）
2年生の女子生徒。プライドが高く、自身のスタイルに自信を持っていたが、バストサイズで高尾に敗北したことをきっかけに自宅に引き籠もっていた。後に九段下の説得で引き籠もりを脱し、「ニュー鷺沼」として登場する。
駅名にすると東急田園都市線鷺沼駅。
小川（おがわ）
1年生の女子生徒。クラスはE組。之江の友人。何かと情報通で、当初のゲーム制作部（仮）の之江の知識は彼女によるところが大きかった。しかし情報自体はざっくりしており、基本的に「スゴイ」、高尾に関してのみ「スンゴイ」としか言っていない（芦花のことは「ギガスンゴイ」と言っているらしいが之江は忘れている）。之江の兄であり、それなりに名を知られている堅次のことはよく知らなかった。
その後本格的に登場し、之江や桜、つつじと共に東府下学園へ潜入した際に情報通ぶりや持ち前のアドリブ力の高さを生かして陰ながら活躍を見せる。
駅名にすると都営新宿線小川町駅。
亀山上 総（かめやまがみ そう）
2年生のバスケ部員。身長150センチメートル。円柱が縦に伸びたような髪型。芦花の回想では小学生時代からバスケ少年であったとされているが、実際はミニ四駆にはまっておりバスケはしていなかったらしい。
自分のボールに宮城という名前を付けている。また、意外にも期末試験で学年トップ10に入るほど成績優秀である。
駅名にすると久留里線上総亀山駅。
東川 清（ひがしかわ きよし）
バスケ部員。身長156センチメートル。芦花の回想では亀山上とは幼馴染であったとされているが実際は不明。自分のボールに三井という名前を付けている。
駅名にすると久留里線東清川駅。
木更津・マ・クータ（きさらづ・マ・クータ）
2年生のバスケ部員。身長161センチメートル。縦に長い天然パーマのような髪型。芦花の回想では小学校時代に外国からやってきた帰国子女とされているが、事実かは不明。
自分のボールにシャキール・オニールという名前を付けている。また、亀山上と共に期末試験で学年トップ10に入るほど成績優秀である。
駅名にすると久留里線の木更津駅と馬来田駅。
百草（もぐさ）
風間家の隣家の娘で、堅次と之江の幼馴染。2年生。顔を見せている描写は現時点で未だ無い。風間家に来訪した瞬間にゲーム制作部（仮）らからの理不尽な攻撃にあってしまった。この一件でゲーム制作部（仮）（主に芦花と高尾）にトラウマを抱えている。
堅次が不良になってからは疎遠になっており特になんとも思っておらず、子王のことはいいと思っているらしい。一方で、之江とは今でも買い物に行くほど仲が良い。
駅名にすると京王線百草園駅。
田町（たまち） / 浜松（はままつ）
いずれも男子生徒。因縁があったらしく、九段下の仲介でテレビゲーム大会で雌雄を決しようとしていたが多摩の横暴で叶わなかった。
駅名にすると山手線の田町駅と浜松町駅。
顔に影のかかった女生徒
常に顔に意味深な影のかかった女生徒。テレビゲーム大会にて九段下、鷺沼と同じコマに登場するが、ただの暇つぶしだったため部室内の暑さの前にあっさりと棄権する。
太いフレームの眼鏡をかけた生徒
眼鏡と太くて短い眉、両端の尖った髪形が特徴。テレビゲーム大会以降何度か登場しているが、59話の回想での一言以外に台詞がなく素性も一切不明。期末テストの上位に入る程には成績優秀。
焼肉定食（やきにくていしょく）
焼肉屋を営むケツあごの生徒。本名は不明。実は10話で中が調べた府上学園の名だたるメンツの中にちゃっかり名前がある。
聖立川女学院のチャリティーバザー後に、堅次達とはた達が打ち上げで彼の店に来店する。安くて上質な肉を扱っていることを誇っていたが、より優れた「玉川牛」を知って愕然とし、堅次に紹介をお願いする。その反面、肉以外のメニューは疎く、デザートは焼き芋しかない。

### その他の教師
ショーン・コネコネ
声 - 中田譲治
古文教師。誕生日・血液型不明。身長187センチメートル、体重83キログラム。やたらと渋い声と性格の白人男性。幼いころの風間一派を助け、堅次が唯一尊敬する人物となった。趣味は考古学。鞭の扱いにも長けており、その巧みな技で何度か堅次たちを助けている。ハリソンという息子と、その友人で刑事兼トレジャーハンターのニコラス刑事が存在している。
寅田 歩留太（とらだ ぼるた）
声 - 松本忍
3年の学年主任。元生徒会の4人を快く送り出すべくゲーム製作部（仮）の戦闘を見守りつつ、東京バナ○を賭けの商品として提示する。

### 東府下学園
黒川（くろかわ）
東府下学園のゲーム制作部部員。女子。「橋本名選手の冒険離島」に参加するが、堅次らとはそれ以前に因縁があった。堅次曰く「心が狭い」「小物臭がすごい」。自分で認めるほどの貧乳。
駅名にすると小田急多摩線黒川駅。
栗平（くりひら）
東府下学園のゲーム制作部部員。脱力系女子。
駅名にすると小田急多摩線栗平駅。
小田（おだ）
東府下学園のゲーム制作部部員。一見すると地味な印象の眼鏡女子だが実はこの姿は演技であり、離島事件の解決後に派手な素顔を晒したが、最後過ぎてストーリー上何の関係もなかった。
駅名にすると小田急多摩線小田急多摩センター駅。
唐木田（からきだ）
東府下学園のゲーム制作部部長。女子。人当りのいい性格で部員からも慕われているが、いい加減な性格である。
駅名にすると小田急多摩線唐木田駅。

### 聖立川女学院
高不動 はた（たかふどう はた）
聖立川女学院のゲーム制作部部長。7月7日生まれ、血液型A型。身長150センチメートル、体重40キログラム。2年生。高尾に匹敵する巨乳の持ち主で、普段は「ですの」口調だが、感情が高ぶると普通の口調になり、激情した時には汚い言葉も使う。常識や羞恥心は比較的理解している。
「橋本名選手の冒険離島」に向かう船の中で風間たちと出会い、しばらく行動を共にする。その正体はちょっとした因縁から橋本を閉じ込めたメンバーの一員であり、橋本の拘束を解く鍵を巡って「運」を武器にゲーム制作部（仮）とゲーム勝負を繰り広げる。この勝負には敗れて後に和解するも、堅次を意識していたことを見抜いていた芦花から堅次共々食わせもの扱いされてしまう。その後は府上学園のゲーム制作部(仮)の部室を訪れることがあり、堅次に対してはっきり好意を抱いている様子で、呼び方も「橋本名選手の冒険離島」での「風間さん」から「風間様」に変わっている。
夏休みに入ると、ゲームショップ「バーチャルッポイ」で偶然堅次たちと出会い、衣服に困っていた芦花たちのために聖立川女学院で開かれるチャリティーバザーに招待（入場券を賭けて勝負を仕掛けるが敗れる）し、そこで前回のリベンジとしてスタンプラリーで勝負を挑む。自身は堅次たちとだるまさんがころんだで（大勢の生徒の監視の目を付けるという狡猾な手を使った上で）勝負するも、最後は堅次の機転によって敗れる。
このように幾度もゲーム制作部（仮）らに対して勝負を仕掛けているが、本人の戦闘力自体は皆無に等しく、屁理屈やずる賢い手段で無理矢理自分の勝利に持って行こうとする節がある。統率力は比較的高く、学院内でも名は知られているらしいが、すぐに暴走するため教員には問題児扱いされている様子。
16巻より、彼女を主役に据えたオマケ漫画「デスの note」が開始されている。その初回では風間家を訪問しており、「殿方宅の訪問は初めて」と大はしゃぎしていた。
駅名にすると多摩都市モノレール線高幡不動駅。
甲州（こうしゅう）
聖立川女学院ゲーム制作部の2年生。黒髪を短めのお下げにした少女で、扇子を手に持っていることが多い。お嬢様学校の生徒であることに誇りがあるらしく、お淑やかな立ち振る舞いをしている。かなりの常識人ではあるが、何かと騒動に巻き込まれやすい体質である様子。
橋本を拘束したメンバーの一人で、橋本を解放するための鍵の一つを所持していたが、堅次と芦花に追われて二人とともに崖から落ちかける。その後はショーン・コネコネによって救出され、彼の手によって匿われている。匿われている際も仮面を外さなかったが、はたが正体を明かした際に他の3人と共に素顔を晒した。ゲーム制作部と兼部して弓道部に所属しているが、砂川の咄嗟の判断により女子相撲部をしていることにされてしまった。そのせいか、堅次にとっての聖立川女学院ゲーム制作部のカオス要因の筆頭にされてしまっている。
チャリティーバザーでは、なぜかスタンプラリーの一ヶ所目の相撲部屋で対戦相手として立ちはだかった。学院中の女生徒に事前に風間たちのことを知らされていたはずなのに、彼女だけはこのことを聞いておらず、堅次達が来た時は慌てふためいていた。対決では先鋒を務めるが桜に敗れる。
駅名にすると多摩都市モノレール線甲州街道駅。
砂川（すなかわ）
聖立川女学院のゲーム制作部2年生。ヘアバンドを付けておでこを出した少女。
橋本を拘束したメンバーの一人であったが、下記の2名と共に橋本を隔離するための鍵をモブキャラによって早々に奪われた。ゲーム制作部と兼部して女子相撲部に所属しているが、咄嗟の判断で弓道部を名乗った（だが後の戦いでは普通に相撲技を使っている）。その後、高尾と対峙した際に木から降りられなくなってしまい、彼女に甲州の矢を託した。
チャリティーバザーでは、スタンプラリーの一ヶ所目の相撲部屋で立ちはだかり、相撲対決では中堅を務めるが、多摩に壁にめり込むほど吹き飛ばされて完敗する。
駅名にすると多摩都市モノレール線砂川七番駅。
程久保（ほどくぼ）
聖立川女学院のゲーム制作部2年生。片眼鏡を掛けた白髪の少女。
ゲーム制作部と兼部してPC部に所属している。頭脳明晰で立案する計画は一分の隙も無いらしいが、高不動が運勝負しかしないので計画の立てようがなく、体力もないためその暴走にもついていけず、あまり有効に使われていない。
駅名にすると多摩都市モノレール線程久保駅。
大塚（おおつか）
聖立川女学院のゲーム制作部2年生。宝塚女優のような顔立ちの麗人で、仮面を外しても汗をかかずに涼しい顔をしていた。セリフの節々に英語を交える癖がある。
ゲーム制作部と兼部してフェンシング部に所属している。絵はあまり上手くない。
駅名にすると多摩都市モノレール線大塚・帝京大学駅。
玉川（たまがわ）
聖立川女学院の、眼鏡を掛けた女生徒。実家の農場で飼育している「玉川牛」というオリジナル牛を誇りに思っている。
聖立川女学院のチャリティーバザーにおいて、スタンプラリーの二ヶ所目である露店勝負の対戦相手として堅次たちの前に立ちはだかった。だが、実際は勝つことよりも「玉川牛」を聖立川女学院関係者に売り込むことが目的だった。
比較的話の分かるタイプであり、はたが堅次たちに露店勝負であることを教えていなかったと知ると、その卑怯さを堅次とともに責めていた。「玉川牛」を使って集客力を競う露店勝負で挑むが、桜が世界中を回って集めた世界の名水に敗れる。しかし肉を食べた資産家に「玉川牛」を賞賛され、当初の目的を果たせたことに歓喜していた。
単行本第十二巻で表紙を飾っている。
駅名にすると多摩都市モノレール線玉川上水駅。
松ヶ谷（まつがや）
聖立川女学院の相撲部の一人。相撲部では一番体格が大きく、去年ライバル校の霊園女子高に僅差に負けてから、一番相撲にかける情熱が強かった。相撲対決では自分の番が来る前に敗れたため出番はなかったが、対決後に堅次が受けた高尾の張り手を見て戦わなくてよかったと安堵していた。
駅名にすると多摩都市モノレール線松が谷駅。

### その他の人物
登戸（のぼりと）
声 - 高橋未奈美
府上学園のOG。大沢の元教え子。あまり素行のいい学生ではなかったらしいが大沢には懐いており、卒業を機に大沢の自分の学校指定ジャージを贈った。なぜか大沢には名前を戸塚（とつか）と誤って記憶されている。
駅名にすると南武線・小田急小田原線登戸駅と東海道本線戸塚駅。
橋本（はしもと）
某離島で「橋本名選手の冒険離島」というイベントが開催された際、キーマンとして紹介される人物。詳細は不明だが、ゲーム制作部関連の人間からは有名らしい。聖立川女学院ゲーム製作部によって樽の中に閉じ込められてしまうが、実は1日目の時点で脱出していた。その後は姿を現さなかったが、堅次が知らないあいだ「優勝者の風間くんへ」と称してバッグに橋本ペンダントを紛れ込ませていた。その後、9巻にて堅次を除くゲーム制作部（仮）を含めた府上学園の人物が次々とこのペンダントを狙って勝負を仕掛けられる事案が多数発生している（なぜか肝心のペンダントを持っている堅次の元には誰も来ない）。
駅名にすると京王相模原線橋本駅。
清瀬（きよせ）
「橋本名選手の冒険離島」に参加していた男子学生。聖立川女学院ゲーム製作部との決戦日では、欠席者が続出する中で同輩とともに参戦しようとするが、運悪く蜂の襲撃に遭ったため間に合わなかった。
駅名にすると西武池袋線清瀬駅。
モブ親子
声 - 安元洋貴（モブ父）、水野麻里絵（モブ子）
府上学園の学園祭「府上学園フリーダム祭」に訪れたOBとその息子。睨み合うゲーム部（仮）とゲーム部の「気」に圧倒されたり、芦花主催の出し物に興じたりと、学園祭を楽しんでいた。モブキャラであるものの何かしらの気を察知する能力を持っているらしく、ゲーム製作部（仮）や高尾が放つ気を察知しては、しばしば劇中に登場する。日本から発せられた気を海外から感じるなど、その能力は相当なもの。親子揃って野菜が苦手。
「バーチャルッポイ」の店主
芦花や高尾が常連であるゲームショップ「バーチャルッポイ」の店主。品ぞろえの良さやオリジナルの初回購入特典などでマニアの間では有名らしく、有名なゲームの発売日前には徹夜組(芦花など)が行列を作るほどである。
マソーンのコスプレをした男
声 - 銀河万丈
作中で『魔導村』最新作が発売された際にバーチャルッポイで高尾と堅次の前に並んでいた男。芦花いわく「結構な出来のローブだった」が、中は非常に臭かった。
サングラスの男
盗品の裏取引をショーン・コネコネによって潰される。怪我の治療のために訪れた病院にてモブ父と激戦を繰り広げるが、戦いの最中ショーン・コネコネの言葉を思い出し、殺気を込めない攻撃によって勝利した。
谷保（やほ）
堅次の小学生の時の同級生。タンクトップを着ている。小6の時に突然引っ越したが、横縞の家が営む建設会社でバイトを始めたことで堅次と再会する。風間に貸していたゲームにプレミアがついていたため、返すよう頼んだ。
駅名にすると南武線谷保駅。

### 作中作の登場人物
ラガイガー
声 - 檜山修之（スーツアクター）
昔、風間一派とショーン・コネコネ先生が出会ったデパートの屋上でやっていたヒーローショーのヒーロー。

#### スーパーマリリン
お色気を含んだアクションゲーム。定期的に続編が作られているが、ドラマは1話で打ち切りになった。
マリリン
シリーズの主人公。ややいかつい顔つきの女性で、お色気で敵を倒す。引退後はベビーシッターをしているらしい。ルックスはマリリン・モンローに似ている。
破牙（ハガ）
ドラマ版の登場人物。マリリンの仲間の一人で町長。
害（ガイ）
ドラマ版の登場人物。マリリンの仲間の一人で、マリリンの近所の住人らしい。通称押し売り忍者。
小出井（コデイ）
ドラマ版の登場人物。マリリンの仲間の一人。
朱志花（ジェシカ）
ドラマ版の登場人物。マリリンが預かっていた幼児。

#### 宇宙エロ本争奪ゲーム
芦花が作ったスゴロクゲーム。橋本名選手の冒険離島の時点でVer.4.5まで作られている。
ジョー
非合法のエロ本を顧客に届けるエロ本ハンター。エロ本が好き。芦花が使用。
ポピルスン
エロ本の仕入れ屋。とある星の最上級エロ本を手に入れたが、その時に負った傷で命を落とした。プレイキャラとしては使われていない様子。
Mr.キッズ
エロ本ハンターの1人。年齢を偽っている。千歳が使用。
マスター
エロ本ハンターの1人。エロ本を知り尽くしている謎の師匠。桜が使用。
ガインジー
エロ本ハンターの1人。煩悩を克服するためにあえてエロ本を収集する僧。
エロインダー
エロ本ハンターの1人。エロい。唯一の地球外生命体キャラだったが、部員や高尾たちには不評。
この他、橋本名選手の冒険離島にて聖立川女学院ゲーム制作部が短時間で製作したキャラがあり、本家以上に設定が作りこまれている。

#### 魔導村シリーズ
1987年『ようこそ魔導村』から続く人気アクションゲームシリーズ。高尾や芦花が特に好んでプレイしている。シリーズ2作目『ああ、向こうが魔導村』で爆発的なヒットを修めてのち低調だったらしいが、作中で初代スタッフが再結集した待望の新作『フンフンフ〜ン♪…ん? 魔導村!?』が発売された。
マソーン
シリーズの主人公。緑色のローブを羽織った年老いた王宮魔術師。必殺技は「ファイヤーアチャー」「コールドツメチャー」。
エンドーガ
マソーンの相棒のイルカ。高尾のお気に入りキャラ。
アシャーン
シリーズのヒロイン。王妃。毎度のように魔王に攫われる。

## 書誌情報
株式会社KADOKAWAから、MFコミックス アライブシリーズとして発刊。目次(8.5巻と9巻の限定版を除く)では表紙を飾った登場人物の私服姿と、それぞれがゲームに興じている様子が描かれている。既刊19巻（2024年12月23日現在）
1. 2009年2月23日発売、ISBN 978-4-8401-2533-8
2. 2009年10月23日発売、ISBN 978-4-8401-2929-9
3. 2010年7月23日発売、ISBN 978-4-8401-3347-0
4. 2011年2月23日発売、ISBN 978-4-8401-3758-4
5. 2011年12月22日発売、ISBN 978-4-8401-4078-2
6. 2012年10月23日発売、ISBN 978-4840147347
7. 2013年8月10日発売、ISBN 978-4-8401-5302-7
8. 2013年12月21日発売、ISBN 978-4-04-066146-9
9. 2014年9月23日発売、ISBN 978-4-04-066848-2
  - DVD付き限定版 ISBN 978-4040665542
10. 2015年9月19日発売、ISBN 978-4-04-067803-0
11. 2016年10月22日発売、ISBN 978-4-04-068587-8
12. 2017年8月23日発売、ISBN 978-4-04-069441-2
13. 2018年8月23日発売、ISBN 978-4-04-065052-4
14. 2019年8月23日発売、ISBN 978-4-04-064026-6
15. 2020年9月23日発売、ISBN 978-4-04-065922-0
16. 2021年10月21日発売、ISBN 978-4-04-680795-3
17. 2022年11月22日発売、ISBN 978-4-04-681880-5
18. 2023年11月22日発売、ISBN 978-4-04-682957-3
19. 2024年12月23日発売、ISBN 978-4-04-684068-4

1巻から8巻までの発刊ペースは「年に2回」と「年に1回」を交互に繰り返していたが、9巻以降は年に1回ペースとなっている。
第8.5巻はガイドブックとして発刊されている（2013年12月21日発売、ISBN 978-4-04-066192-6）。また、第9巻はOVAを収録したDVD付き特装版が通常版と同時発売されている。
コミックとらのあなでは、初版限定で特別冊子が特典として封入されている。

## ドラマCD
2作が製作されている。脚本担当は2本共にあさのハジメ。
ディーふらぐ！ドラマCD
2010年7月23日発売。コミックとらのあな専売。
単行本第3巻との同時購入で、第3巻口絵を利用した「オリジナルブックカバー」が特典として配布される。
ディーふらぐ！ドラマCDII
2011年12月22日発売。コミックとらのあな専売。
単行本第5巻との同時購入で、『ディーふらぐ！公式?アンソロジー合同誌』が特典として配布される。

## テレビアニメ
2014年1月より3月まで、テレビ東京ほかにて放送された。

### スタッフ
- 原作 - 春野友矢（月刊コミックアライブ連載 / KADOKAWA刊）
- 監督 - 菅原静貴
- シリーズ構成 - 上江洲誠
- キャラクターデザイン・総作画監督 - 松本健太郎
- 色彩設計 - 歌川律子
- 美術監督 - 湯澤康之
- 撮影監督 - 織田頼信
- 編集 - 池田康隆
- ビジュアルエフェクト - 徳丸仁志
- 音響監督 - 高寺たけし
- 音楽 - 松田彬人
- 音楽制作 - KADOKAWA（メディアファクトリー）
- プロデューサー - 伊藤誠、大山暁子、紅谷佳和、渡邊愛美、龍見太輔、石塚正俊、新宿五郎、齋藤弥生
- プログラムマネージャー - 和田慎之介
- アニメーション制作 - ブレインズ・ベース
- 製作 - ディーふらぐ！製作委員会（KADOKAWA、テレビ東京、AT-X、虎の穴、ソニー・ミュージックコミュニケーションズ、ダックスプロダクション、ブレインズ・ベース）

### 主題歌
オープニングテーマ「すているめいと!」
作詞・作曲・編曲 - ARM / 歌 - イオシスjkガールズ
第1話ではエンディングテーマとして使用。
エンディングテーマ「ミンナノナマエヲイレテクダサイ」
作詞 - 畑亜貴 / 作曲 - 太田雅友（FirstCall） / 編曲 - EFFY（FirstCall） / 歌 - 柴崎芦花（花澤香菜）、高尾部長（伊藤静）、船堀さん（豊崎愛生）
第1話では未使用。

### 各話リスト
| 話数   | サブタイトル                       | 脚本       | 絵コンテ   | 演出           | 作画監督                                                   |
| ------ | ---------------------------------- | ---------- | ---------- | -------------- | ---------------------------------------------------------- |
| 第1話  | 風間一派だ!                        | 上江洲誠   | 菅原静貴   | 菅原静貴       | 松本健太郎                                                 |
| 第2話  | おのれニセゲーム製作部め!!         | 綾奈ゆにこ | 菅原静貴   | 菅原静貴       | たむらかずひこ                                             |
| 第3話  | 府上学園フリーダム祭。通称フフ祭   | 上江洲誠   | 菅原静貴   | ふじいたかふみ | 小澤円、徳田夢之介                                         |
| 第4話  | あれは魔の十四楽団!!               | 上江洲誠   | 日巻裕二   | 石川俊介       | 松岡秀明                                                   |
| 第5話  | 何ー!? 妹に弁当を!?                | 恵莉ひなこ | 後藤圭二   | ふじいたかふみ | たむらかずひこ、しんぼたくろう                             |
| 第6話  | 恋の三角関係ってことですね!        | 恵莉ひなこ | 佐山聖子   | 菅原静貴       | 大河原晴男、針場裕子 藪田裕希、清水勝祐                    |
| 第7話  | 汚なっーーー!!                     | 日暮茶坊   | 大宙征基   | 石川俊介       | 徳田夢之介                                                 |
| 第8話  | あのドットがよかったのに…          | 上江洲誠   | 川口敬一郎 | 宮崎修治       | しんぼたくろう                                             |
| 第9話  | そうだよ、あいつの妹だよ           | 日暮茶坊   | 吉村愛     | ふじいたかふみ | たむらかずひこ、松本健太郎 本多孝敏、重本和佳子            |
| 第10話 | タマ先輩、お久しぶり               | 恵莉ひなこ | 矢野博之   | 松本マサユキ   | 徳田夢之介                                                 |
| 第11話 | 秘技ってなに?                      | 日暮茶坊   | 石川俊介   | 菅原静貴       | しんぼたくろう、たむらかずひこ 本多孝敏、松岡秀明          |
| 第12話 | このままだと友達永遠にゼロ人だよぉ | 上江洲誠   | 菅原静貴   | 菅原静貴       | 徳田夢之介、松本健太郎 本多孝敏、たむらかずひこ 保戸木知恵 |
| OVA    | ウォーター!!                       | 日暮茶坊   | 菅原静貴   | 菅原静貴       | 松本健太郎                                                 |

### 放送局
| 放送地域   | 放送局       | 放送期間                | 放送日時                     | 放送系列                     | 備考                            |
| ---------- | ------------ | ----------------------- | ---------------------------- | ---------------------------- | ------------------------------- |
| 関東広域圏 | テレビ東京   | 2014年1月7日 - 3月25日  | 火曜 2:05 - 2:35（月曜深夜） | テレビ東京系列               | 製作委員会参加                  |
| 愛知県     | テレビ愛知   | 2014年1月8日 - 3月26日  | 水曜 2:35 - 3:05（火曜深夜） | テレビ東京系列               |                                 |
| 韓国全域   | Animax Korea | 2014年1月10日 - 3月28日 | 金曜 23:30 - 土曜 0:00       | CS放送 IP放送 ケーブルテレビ | 韓国語字幕あり                  |
| 大阪府     | テレビ大阪   | 2014年1月11日 - 3月29日 | 土曜 2:40 - 3:10（金曜深夜） | テレビ東京系列               |                                 |
| 日本全域   | AT-X         | 2014年1月11日 - 3月29日 | 土曜 18:30 - 19:00           | アニメ専門CS放送             | 製作委員会参加 リピート放送あり |

| 放送地域 | 放送局             | 放送期間                | 放送日時                     | 放送系列   | 備考          |
| -------- | ------------------ | ----------------------- | ---------------------------- | ---------- | ------------- |
| 日本全域 | バンダイチャンネル | 2014年1月12日 - 3月30日 | 日曜 0:00 更新（土曜深夜）   | ネット配信 |               |
| 日本全域 | ニコニコ生放送     | 2014年1月17日 - 4月4日  | 金曜 0:30 - 1:00（木曜深夜） | ネット配信 |               |
| 日本全域 | ニコニコチャンネル | 2014年1月17日 - 4月4日  | 金曜 1:00 更新（木曜深夜）   | ネット配信 | 第2話以降有料 |
| 日本全域 | dアニメストア      | 2014年1月24日 - 4月11日 | 金曜 12:00 更新              | ネット配信 |               |

### BD / DVD
| 巻 | 発売日        | 収録話          | 規格品番  | 規格品番  |
| 巻 | 発売日        | 収録話          | BD        | DVD       |
| -- | ------------- | --------------- | --------- | --------- |
| 1  | 2014年3月26日 | 第1話 - 第2話   | ZMXZ-9131 | ZMBZ-9141 |
| 2  | 2014年4月25日 | 第3話 - 第4話   | ZMXZ-9132 | ZMBZ-9142 |
| 3  | 2014年5月28日 | 第5話 - 第6話   | ZMXZ-9133 | ZMBZ-9143 |
| 4  | 2014年6月25日 | 第7話 - 第8話   | ZMXZ-9134 | ZMBZ-9144 |
| 5  | 2014年7月30日 | 第9話 - 第10話  | ZMXZ-9135 | ZMBZ-9145 |
| 6  | 2014年8月27日 | 第11話 - 第12話 | ZMXZ-9136 | ZMBZ-9146 |

### Webラジオ
『ディーふらぐ！ラジオ製作部（仮）』のタイトルで、2013年12月25日から2014年8月27日まで音泉にて配信された。全17回。パーソナリティは小西克幸（風間堅次 役）、伊藤静（高尾 役）。

### ドラマCD（アニメ版）
3作が製作されている。3作目以外は通常版・とらのあな限定盤が同時発売された。
ディーふらぐ！アニメ版ドラマCD〜魔導村オンライン〜
2014年3月6日発売。
ディーふらぐ！アニメ版ドラマCD〜ギチギチなふたり!?〜
2014年4月25日発売。
ディーふらぐ！アニメ版ドラマCD〜私立魔導村学園ときめき Memories〜
2014年12月28日発売（とらのあな限定盤）。
2015年1月14日発売（通常版）。